# Thomas Fanara
Thomas Fanara (* 24. April 1981 in Annecy) ist ein ehemaliger französischer Skirennläufer. Seine Spezialdisziplin war der Riesenslalom. Er gewann ein Rennen im Weltcup und stand 13 weitere Male auf dem Podest. Ebenso wurde er 2011 Weltmeister im Mannschaftswettbewerb.

## Biografie
Fanara ging im Dezember 1998 erstmals bei FIS-Rennen an den Start, Rennen im Europacup folgten ab Januar 2001. Dort dauerte es aber mehrere Jahre, bis er an der Spitze mitfahren konnte. In der Saison 2005/06 gelangen ihm erstmals Podestplätze und er belegte Rang sieben in der Riesenslalomwertung.
Nach einigen Siegen bei FIS-Rennen gab Fanara im Januar 2005 sein Debüt im Skiweltcup. Bereits bei seinem zweiten Rennen, dem Riesenslalom in Kranjska Gora am 26. Februar 2005, erzielte er als 23. seine ersten Weltcuppunkte. Das vorläufig beste Resultat seiner Karriere erreichte er am 7. Januar 2006 in Adelboden, wo er im Riesenslalom überraschend auf Platz fünf fuhr. Mit dieser Leistung qualifizierte er sich für die Olympischen Winterspiele 2006 in Turin. Dort schied er dann allerdings im ersten Durchgang aus. In der Saison 2006/07 konnte sich Fanara mehrmals unter den besten fünfzehn platzieren und ging erstmals auch im Weltcup bei einem Slalomrennen an den Start, konnte in dieser Disziplin aber bisher noch keine Weltcuppunkte gewinnen. Bei den Weltmeisterschaften 2007 im schwedischen Åre wurde er als bester Franzose 16. im Riesenslalom.
Die Saison 2007/08 begann Fanara mit zwei Top-10-Plätzen im Riesenslalom. In Bad Kleinkirchheim am 8. Dezember 2007 führte er nach dem ersten Durchgang, ehe er sich bei einem Sturz im zweiten Lauf das Kreuzband riss und somit für den Rest der Saison ausfiel. Im ersten Rennen des alpinen Skiweltcups 2008/09 erreichte Fanara im Riesenslalom von Sölden erneut einen fünften Platz. Insgesamt fuhr er in diesem Winter viermal unter die schnellsten zehn.
Am 6. Dezember 2009 erlitt Fanara im Riesenslalom von Beaver Creek erneut einen Kreuzbandriss. Wieder fiel er für den Rest des Winters aus. Nach seiner neuerlichen Verletzungspause erreichte er im dritten Weltcup-Riesenslalom der Saison 2010/11 am 19. Dezember 2010 auf der Gran Risa in Alta Badia den dritten Rang und damit seinen ersten Podestplatz. Drei Wochen später fuhr er auch im Riesenslalom von Adelboden auf Platz drei. Bei den Alpinen Skiweltmeisterschaften 2011 in Garmisch-Partenkirchen gewann er mit der französischen Mannschaft den Mannschaftswettbewerb, im Riesenslalom wurde er Sechster.
In der Saison 2011/12 war Fanaras bestes Weltcupergebnis der fünfte Platz beim Weltcupfinale in Schladming. In weiteren drei Riesenslaloms fuhr er unter die schnellsten zehn. Im Winter 2012/13 konnte er eine Podestplatzierung und vier weitere Top-10-Platzierungen erzielen. 2013/14 wurde er zweimal Zweiter, während er bei den Olympischen Spielen in Sotschi auf den neunten Platz fuhr. Im Weltcupwinter 2014/15 hielt sich Fanara weiterhin in der Nähe der Weltspitze und erreichte dreimal einen dritten Platz. Bei den Weltmeisterschaften 2015 in Beaver Creek schied er aus, wie schon zwei Jahre zuvor in Schladming. Im Laufe der Saison 2015/16 fuhr er im Weltcup zunächst je einmal auf den zweiten und dritten Platz. Zum Saisonabschluss konnte Fanara am 19. März im Riesenslalom von St. Moritz seinen ersten Weltcupsieg feiern, nachdem er sich knapp gegen seine Teamkollegen Alexis Pinturault und Mathieu Faivre durchgesetzt hatte.
Am 4. Dezember 2016 wurde er (nach Rang 6 zum Auftakt in Sölden) auf der traditionellen «OK-Strecke» im ersten der beiden Val-d’Isère-Rennen Vierter, obwohl er sich einen Kreuzbandriss im rechten Knie zugezogen hatte. Erst zwei Tage danach teilte er auf Facebook mit, dass er die Saison nicht fortsetzen könne. Ein Jahr später, am 3. Dezember 2017, kehrte er beim Riesenslalom in Beaver Creek in den Weltcup zurück und belegte Rang 28, wenige Tage später (9. Dezember) gelang ihm auf der OK-Piste in Val d’Isère bereits Rang 10.
Mit seinem dritten Platz in Adelboden am 12. Januar 2018 ist Fanara der älteste Podestfahrer in einem Weltcup-Riesenslalom überhaupt. Diesen Rekord schraubte er mit dem dritten Platz am 24. Februar 2019 in Bansko nach oben. Sein letztes Weltcuprennen bestritt er am 16. März 2019 in Soldeu.

## Erfolge

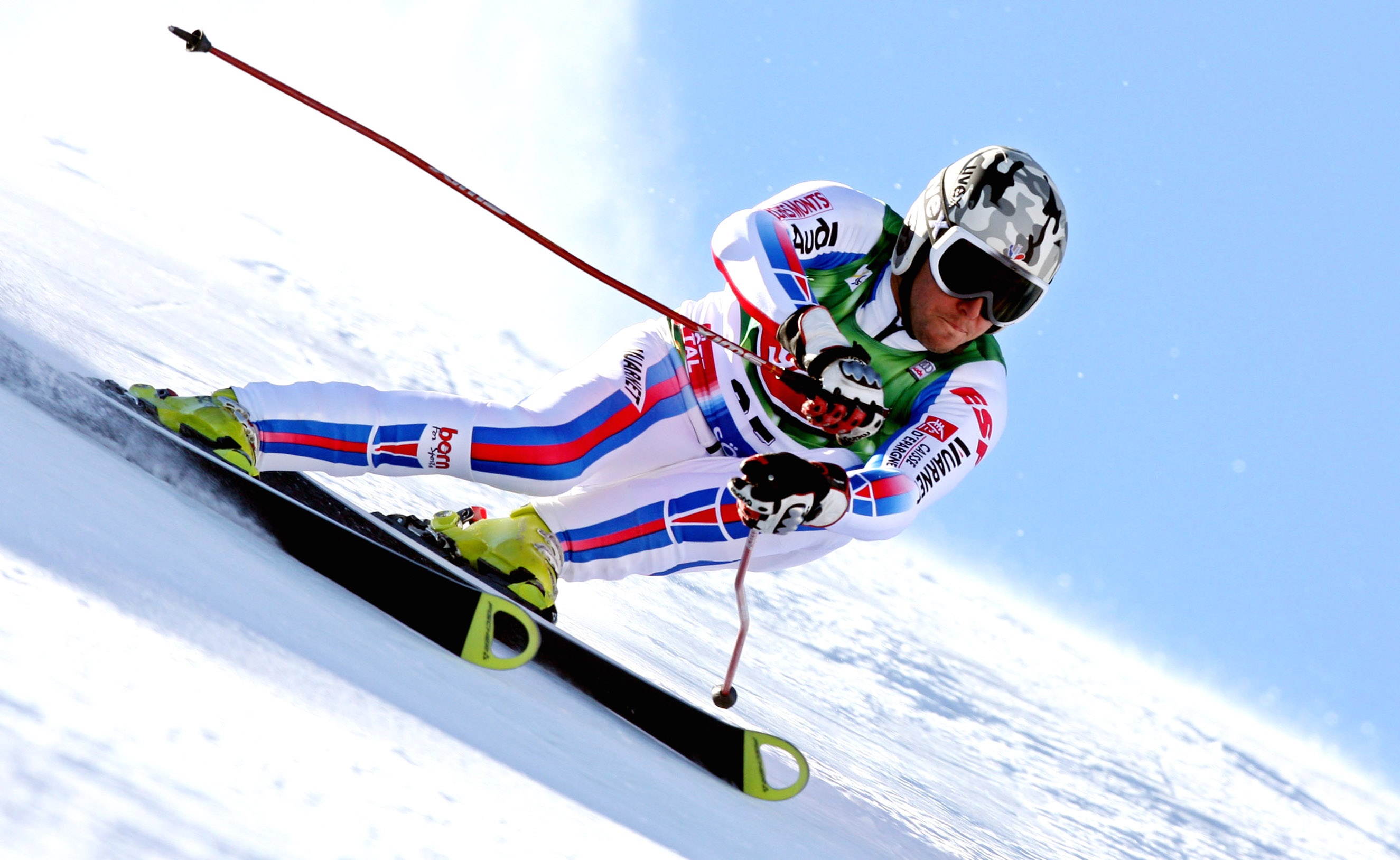
Thomas Fanara im Riesenslalom von Sölden 2008

### Olympische Spiele
- Sotschi 2014: 9. Riesenslalom
- Pyeongchang 2018: 5. Riesenslalom

### Weltmeisterschaften
- Åre 2007: 16. Riesenslalom
- Garmisch-Partenk. 2011: 1. Mannschaftswettbewerb, 6. Riesenslalom

### Weltcup
- 14 Podestplätze, davon 1 Sieg:

| Datum         | Ort        | Land    | Disziplin    |
| ------------- | ---------- | ------- | ------------ |
| 19. März 2016 | St. Moritz | Schweiz | Riesenslalom |

### Weltcupwertungen
| Saison  | Gesamt | Gesamt | Riesenslalom | Riesenslalom |
| Saison  | Platz  | Punkte | Platz        | Punkte       |
| ------- | ------ | ------ | ------------ | ------------ |
| 2004/05 | 136.   | 8      | 54.          | 8            |
| 2005/06 | 59.    | 121    | 18.          | 121          |
| 2006/07 | 78.    | 81     | 17.          | 81           |
| 2007/08 | 83.    | 62     | 25.          | 62           |
| 2008/09 | 48.    | 175    | 13.          | 175          |
| 2009/10 | 138.   | 8      | 50.          | 8            |
| 2010/11 | 37.    | 233    | 6.           | 233          |
| 2011/12 | 48.    | 202    | 12.          | 202          |
| 2012/13 | 29.    | 236    | 5.           | 236          |
| 2013/14 | 29.    | 278    | 4.           | 278          |
| 2014/15 | 27.    | 330    | 5.           | 330          |
| 2015/16 | 23.    | 374    | 6.           | 374          |
| 2016/17 | 73.    | 90     | 23.          | 90           |
| 2017/18 | 60.    | 102    | 18.          | 102          |
| 2018/19 | 30.    | 289    | 7.           | 289          |

### Europacup
- Saison 2005/06: 7. Riesenslalomwertung
- 4 Podestplätze

### Nor-Am Cup
- 1 Sieg (Slalom in Winter Park am 28. November 2007) und zwei weitere Podestplätze

### Juniorenweltmeisterschaften
- Verbier 2001: 41. Riesenslalom

### Weitere Erfolge
- 3 französische Meistertitel (Riesenslalom 2007, 2009 und 2015)
- 11 Siege in FIS-Rennen (8× Riesenslalom, 3× Slalom)